# Weber River
Der Weber River (ˈwiːbər) ist ein etwa 200 km langer Fluss im Norden Utahs in den Vereinigten Staaten. Er beginnt im Nordwesten der Uinta Mountains und mündet in den Großen Salzsee. Der Weber River wurde nach dem deutsch-amerikanischen Trapper John Henry Weber benannt.

## Verlauf
Der Weber River entspringt im Nordwesten der Uinta Mountains am Fuß der Gipfel des Bald Mountain, Notch Mountain und Mount Watson. Er passiert die Stadt Oakley und fließt durch das Reservoir des Rockport Lake. Danach wendet er sich nach Norden und nimmt zwei wichtige Nebenflüsse, den Silver Creek und bei Coalville den Chalk Creek auf. Unterhalb des Echo Reservoirs fließt der Fluss an Henefer vorbei, wendet sich weiter nach Westen und passiert dann Morgan, wo er den East Canyon Creek empfängt. Er tritt bei Uintah nach Durchfließen des Weber Canyons aus den Wasatch Mountains aus und wendet sich wieder nach Norden, wo er westlich von Ogden den Ogden River aufnimmt. Der Fluss schlängelt sich fortan durch meist flaches Land und mündet in Schlickebenen in den Großen Salzsee, womit er etwa 23 Prozent des gesamten in den See fließenden Wassers einleitet.
Der Fluss wird seit langem für die Bewässerung verwendet und ist Teil des Weber-Basin-Projekts des Bureau of Reclamation. Zu den Staudämmen am Weber River gehören der Wanship-Damm am Rockport Reservoir (1957 fertiggestellt) und der Echo-Damm (1931 fertiggestellt). Das Einzugsgebiet umfasst insgesamt fast 2500 Quadratmeilen (6475 km²) mit einem durchschnittlichen jährlichen Niederschlag von 660 mm.

## Flora und Fauna
Am Weber River kommt die seltene Pflanzenart Stephanomeria occultata vor, die in felsigen Hängen und Rändern entlang des Flusses endemisch ist. Zu den Fischen, die im Fluss zu finden sind, gehören der Bachsaibling, Forellen, Bonneville-Cutthroat-Forellen, Regenbogenforellen und Gebirgsweißfische.